# Aacht
Een aacht of aagt is een ondergronds type bouwwerk dat uitgegraven werd in de leem- of mergelbodem en dat gebruikt werd als toevluchtsoord, onder meer tijdens de Tachtigjarige Oorlog (1568-1648). Ze stonden bijna altijd in verbinding met nabijgelegen boerderijen, vierkantshoeven en soms ook kerken. Sommige aachten werden ook nog na de 17e eeuw gebruikt. Het fenomeen is vooral bekend in Belgisch en Nederlands Limburg.
Een aacht bestaat doorgaans uit een of meerdere ondergrondse kruipgangen die na enkel meter uitmondt in een ruimte, waarin men rechtop kan staan en ook kan zitten. Ze werden gebruikt als persoonlijke schuiloorden, waarin mensen zich terugtrokken met hun familie op het moment dat er bijvoorbeeld vijandelijke legers passeerden. Aachten waren vaak voorzien van alternatieve kruipgangen en luchtkokers.

## Etymologie
Het Zuid-Limburgse aacht is een samentrekking van het Middelnederlandse agedochte (spelonk, krocht, graf, hol van een dier), met als Vlaamse variant hagedochte. In aangrenzende Duitse dialecten van het Rijnland en het Münsterland komt het woord eveneens voor (als Aat en Akedute) en betekent het meestal ‘ondergronds afvoerkanaal’ of ‘watergoot’. Aangezien het woord overal in de buurt van de Romaans-Germaanse taalgrens wordt aangetroffen, is het aannemelijk dat het woord van het Latijnse aquaeductus (waterleiding) is ontleend. Dergelijke leidingen liepen vaak ondergronds, zodat de betekenis als onderaardse gang of spelonk plausibel lijkt. Zo werd de Beukenberg in Tongeren, een monumentaal restant van een aquaduct dat de Romeinse stad Tongeren, Atuatuca Tungrorum, van water voorzag, in de 13e eeuw Hagedoch(t) genoemd.